# 三洲镇 (长汀县)
三洲镇是中国福建省龙岩市长汀县下辖的一个镇。三洲乡位于长汀县东南部，距县城34公里。
全乡土地总面积64.55平方公里，耕地面积12023亩，山地面积66900亩，河滩坝地1000余亩。人口均为汉族。
汀江河由北至南贯穿小潭、兰坊、三洲、丘坊、戴坊、曾坊六个村，南山河由东往南与汀江河在曾坊村交会，桐坝、小溪头村分布在南山河两岸。

## 历史沿革
三洲乡于1987年10月从河田镇划出建制。2011年，更名为三洲镇。

## 行政区划
三洲乡共辖8个行政村，分别是：
三洲村、兰坊村、小潭村、丘坊村、戴坊村、曾坊村、小溪头村和桐坝村。

## 中国传统村落
2012年，三洲村被评为首批“中国传统村落”。